# Carl Jenkinson
Carl Daniel Jenkinson (* 8. února 1992, Harlow, Spojené království) je profesionální fotbalista, který má otce Angličana a matku Finku. V mládežnických týmech reprezentoval Anglii i Finsko.
V současné době hraje jako pravý obránce v australské A-League za tým Newcastle Jets FC.

## Klubová kariéra

### Charlton Athletic
Jenkinson odehrál svůj první zápas za Charlton v semifinálovém utkání Football League Trophy proti Brentfordu v prosinci 2010. Během svého angažmá v Charltonu strávil nějaký čas na hostování v Eastbourne Borough a Welling United.

### Arsenal FC
V červnu 2011 přestoupil Carl Jenkinson do Arsenalu. Přestupní částka se pohybovala kolem jednoho milionu liber.
K prvnímu soutěžnímu utkání nastoupil 16. srpna 2011 v rámci posledního kvalifikačního kola Ligy Mistrů proti italskému Udinese. Do zápasu nastoupil jako střídající hráč v druhém poločase za zraněného Johana Djouroua. V Premier League debutoval o čtyři dni později proti Liverpoolu. Carl hrál i v následujícím odvetném utkání proti Udinese a ligovém klání na Old Trafford, ve kterém Arsenal podlehl Manchesteru United vysoko 2-8. Jenkinson si v tomto duelu připsal asistenci na gól Robina van Persieho a před koncem utkání byl vyloučen za faul na Javiera Hernándeze.

### West Ham United FC
Koncem července 2014 odešel na roční hostování do West Ham United FC.

## Reprezentační kariéra

### Anglie
Na mezinárodní scéně začal Jenkinson reprezentovat svoji rodnou Anglii v kategorii U17. Od roku 2013 byl členem anglické jedenadvacítky.

V A-mužstvu Anglie debutoval 14. 11. 2012 v přátelském zápase v Solně proti domácímu týmu Švédska (prohra 2:4).

### Finsko
Hrál i za mládežnické reprezentace Finska, což mu umožnil původ jeho matky, která z Finska pocházela. Za tým Finska U19 debutoval v kvalifikaci na Mistrovství Evropy 2011 do 19 let. Svůj první reprezentační gól dal v utkání proti Moldavsku, ve kterém Finsko U19 vyhrálo 6:2. Hrál i za výběr U21.